# Hugo Metsers (1902)
Hugo Alphonsus Marie (Hugo) Metsers (Sint-Niklaas, 26 oktober 1902 - Sint Jansteen, 22 december 1978) was een Vlaams kunstschilder.
Metsers was van beroep fabrikant en handelaar in textiel (vooral breiwaren), maar had een grote belangstelling voor muziek en schilderkunst. Hij kon moeilijk een keuze maken tussen zijn professie en talenten, maar wijdde zich op later leeftijd toch steeds meer aan de schilderkunst. Nadat zijn zoon Hugo bekendheid kreeg als acteur, werd hij soms aangeduid als "Hugo Metsers senior", en nadat diens zoon Hugo ook bekend werd kwam in de publiciteit rond de laatste het gebruik van het nummer "III" achter zijn naam in zwang, een gebruik dat uitging van de (fictieve) aanduiding "I" achter de naam van zijn grootvader.
In het dagelijks leven was Metsers vanaf 1936 directeur van de textielfabriek NV Tricotagefabriek Polona in Hulst, een onderneming die in 1962 werd beëindigd (de vennootschap zelf bleef echter bestaan en werd in 1980 door zijn zoon Hugo omgevormd tot het toneelproductiebedrijf Polona BV in Amsterdam). Metsers exploiteerde vanaf 1936 tevens een grossierderij en winkel in textiel in Hulst. Na de Tweede Wereldoorlog ging de winkel verder onder de naam "'t Voske", waaraan enige tijd het verzendhuis "Hulsterse Textiel Service" was verbonden. De grossierderij ging verder onder de naam Metex en specialiseerde zich later in gebreide sportkleding, met name schaatspakken.
Als schilder kreeg hij zijn opleiding in België en was leerling van Leo Sengers (Antwerpen), Edmond Verstraeten (Sombeke), Emiel Jacques (Mechelen) en Jef van Hooste (Sint-Niklaas). Hij begon expressionistisch maar in zijn latere werk evolueerde hij naar surrealistische abstractie.
Hij was lid van de kunstenaarsgroepen "Le Peintre" (Parijs), "Klimop" (Sint-Niklaas) en de Federatie Noord-Zuid en het Christelijk Vlaams Kunstenaarsverbond. Hij zette zich sterk in voor de culturele uitwisseling tussen Nederland, Vlaanderen en Noord-Frankrijk. Hij organiseerde daartoe diverse internationale tentoonstellingen en manifestaties in Hulst.

## Persoonlijk
Zijn zoon Guido Metsers (1940) werd kunstschilder en beeldhouwer, zijn zoon Hugo Metsers (1943) werd acteur. Naast deze twee zoons had Hugo Metsers nog een oudere zoon en een dochter. Hij is de grootvader van acteur Hugo Metsers (1968).